# سمورنيون فطري
السمورنيون الفطري (باللاتينية: Smyrnium connatum) نوع نباتي يتبع جنس السمورنيون من الفصيلة الخيمية.

## الموئل والانتشار
النبات واطن في بلاد الشام وقبرص وتركيا.